# Assuania sulcifrons
Assuania sulcifrons är en tvåvingeart som beskrevs av Mario Bezzi 1908. Assuania sulcifrons ingår i släktet Assuania och familjen fritflugor.
Artens utbredningsområde är Eritrea. Inga underarter finns listade i Catalogue of Life.